# Реали (школа)
Ивритская хайфская школа «Реали» (ивр. בית הספר הריאלי העברי בחיפה‎) — средняя общеобразовательная школа в городе Хайфа (Израиль). В школе, основанной в 1914 году, под руководством Артура Бирама внедрялись передовые методы преподавания и организации учебного процесса, и школа оставалась одной из наиболее престижных в городе и в дальнейшем.

## История
В начале второго десятилетия XX века еврейское общество «Эзра» в Германии вынашивало планы открытия реального училища в Хайфе (в то время турецкие владения в Палестине), при создаваемом там же политехническом институте. Планировалось, что преподавание в училище будет вестись на немецком языке и по принятым в Германии методикам, однако именно в это время в Палестине началась «война языков», в рамках которой успеха добились сторонники широкого внедрения иврита как повседневного языка еврейского ишува. В результате германские филантропы отказались от планов открытия реального училища в Хайфе, но эту идею вскоре подхватила Всемирная сионистская организация. Школа «Реали» открылась в Хайфе в конце декабря 1913 года с ивритом в качестве основного языка преподавания, став третьей по времени основания средней школой в Палестине с преподаванием на иврите после тель-авивской и иерусалимской гимназий.
Поскольку новое здание, строившееся для реального училища организацией «Эзра», не было закончено, первые занятия школы, первый набор которой насчитывал 60 учеников, проходили в помещении хайфской синагоги «Хадарат-Кодеш». В отсутствие мебели в качестве парт и стульев использовались доски, ящики из-под мыла и бочки из-под нефти. Первым директором школы стал прибывший из Германии Артур Бирам, однако вскоре после её открытия, с началом мировой войны, он был призван на службу в германскую армию. Пост директора занял Иосиф Озарковский (Азрияху), который оставался на нём до 1919 года, когда общее собрание учителей обратилось к Бираму с просьбой о возвращении.
В 1923 году школа «Реали» перебралась в достроенное современное здание рядом с «Технионом». Бирам, вернувшись на пост директора, взялся воплощать в жизнь идеи холистического образования, в котором обучению ремёслам будет отведена треть всего учебного времени. Он ввёл в школе строгую дисциплину и единую форму, бывшую для того времени новшеством. На форме учащихся был вышит лозунг школы — «и ходить смиренномудренно» (ивр. והצנע לכת‎, Мих. 6:8). Преподавателем естествознания Пинхасом Коэном были созданы скаутские отряды. В первые четыре года в должности директора Бирам пытался внедрять в школе наиболее прогрессивные методы организации учебного процесса, известные ему из германской практики — «молодёжную культуру» по методу Винекена и систему трудового обучения Кершенштейнера. Эти эксперименты не принесли успеха, однако в течение следующих восьми лет прижилась система «мехинот». В рамках этой системы ученики школы в первые четыре года обучения проходили общеобразовательную программу, а позже вводились различные тематические направления (гуманитарное и реальное, а позже и другие); в рамках каждого из этих направлений число предметов уменьшалось к последним годам учёбы с целью более глубокого изучения наиболее важных.

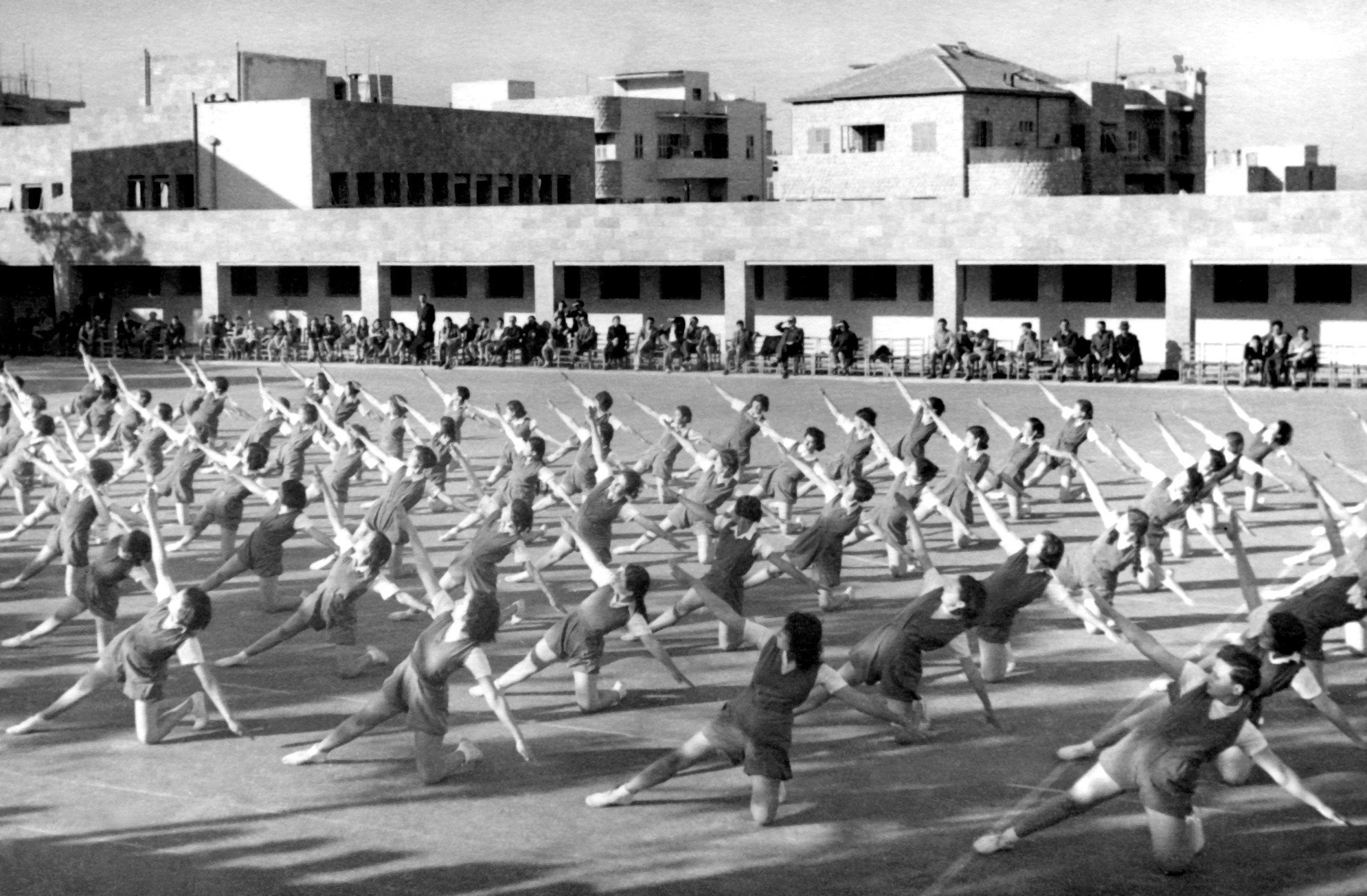
Гимнастическое выступление во дворе школы, 1938 год

Помимо трудового воспитания особое внимание в учебной программе школы уделялось также физической культуре, а после Хевронского погрома 1929 года был введён обязательный курс самообороны. Расширенный курс физкультуры, введённый в «Реали», с 1940 года сделан обязательным для средних еврейских школ Палестины по распоряжению управления образования Ваад Леуми. Сама школа «Реали» стала настолько престижной, что в неё присылали учеников из других городов, что обусловило создание при ней интерната. Интернат начал действовать с 1923 года, когда воспитанников приходилось ещё размещать в палатках, и лишь в дальнейшем был переведён в постоянное здание. С прибытием большой волны репатриантов в рамках Пятой алии число учеников «Реали» увеличилось почти в три раза — теперь в ней обучались 1200 человек в 34 классах. Были открыты несколько филиалов школы — в хайфском квартале Ахуза, в Кирьят-Моцкине, в Тверии и в сельскохозяйственной школе Пардес-Ханы. В 1938 году был открыт «институт физического воспитания», ставший затем основой для закрытой военной школы.
В 1948 году на посту директора «Реали» Артура Бирама, достигшего 70-летнего возраста, сменил Йосеф Бентвич. Эту должность он занимал на протяжении следующих семи лет, и в этот период открылся ещё один филиал школы — «Бейт-Бирам». При Бентвиче была подвергнута ревизии учебная программа, введены новые дисциплины и внедрены основы «общества учеников». С 1955 по 1983 год директором школы был Ицхак Шапиро. При нём структура школы была изменена: теперь учёба длилась 12 лет, из которых 6 проходили в начальной и 6 в средней школе. Значительное внимание в воспитательном процессе уделялось вопросам личной ответственности ученика и службы обществу.
В дальнейшем директорский пост занимали выпускники «Реали» Иешаяху Тадмор (1983—1996) и Рон Катари. В этот период происходила демократизация учебного процесса, учащиеся активнее привлекались к управлению школой. В 2004 году при школе впервые начали работу подготовительные группы детского сада, а с 2008 года в детском саду при школе занимаются дети с трёхлетнего возраста. В середине второго десятилетия XXI века начат перевод первых восьми классов школы в статус независимого учебного заведения, не получающего финансирования от министерства образования. Израильские школы, обладающие таким статусом, имеют право на самостоятельный подбор учащихся в соответствии с системой ценностей и критериями, определяемыми ими самими, однако учебный процесс в них по-прежнему контролируется министерством образования.

## Организационная структура
В структуру школы «Реали» входят детский сад, два филиала начальной школы (в районах Хадар ха-Кармель и Ахуза), три филиала средней школы (Хадар ха-Кармель, Ахуза и «Бейт-Бирам»), школа с углублённым изучением точных и естественных наук на Центральном Кармеле «МАТОС» и военный интернат.
В общей сложности в школе «Реали» в учебном 2016/2017 году обучались свыше 4000 детей, в том числе 492 ученика в выпускном 12-м классе. Общее управление школой осуществляет совет попечителей, в состав которого входят 40 человек и из которого избирается исполнительный комитет в составе 9 человек; администрацию школы возглавляет генеральный директор.